# 桐城师范高等专科学校
桐城师范高等专科学校（英語：Tongcheng Teachers College），是一所位于中华人民共和国安徽省桐城市的公办全日制普通高等院校。

## 校史沿革
学校前身为1904年于桐城学堂创立的师范班，后历经桐城简易师范学校、桐城县初级师范学校、安徽省桐城师范学校几个阶段。2010年3月，经教育部批准，在桐城师范学校的基础上建立桐城师范高等专科学校，升格为专科层次的普通高等学校。2021年9月，学校整体搬迁至桐城市东部新城新校区。

## 院系专业
学校现有5个教学系，开设专业22个，其中教师教育类专业7个、高职专业15个。
- 小学教育系
- 商贸与电子信息系
- 旅游与公共管理系
- 艺术与设计系
- 学前教育系